# Manuel Philès
Manuel Philès (né vers 1275, mort en 1345) est un poète de cour byzantin dont l’œuvre revêt principalement un caractère historique et social.

## Vie
Très jeune, Manuel Philès quitta Éphèse, sa ville natale, pour s’établir à Constantinople où il devint l’élève de Georges Pachymère.
Vivant au temps d’Andronic II et d’Andronic III, il fut proche de la cour impériale, de l’aristocratie et du patriarche (ses écrits sont une riche source d’information sur la cour et les grands personnages de l’État). Ayant probablement beaucoup voyagé, il fit entre autres partie d’une ambassade en Russie chez les Tatars pour négocier le mariage de la princesse Marie, fille d’Andronic II, au khan de la Horde d’Or. Il se serait également rendu en Géorgie pour recruter des archers, en Perse, en Inde et en Arabie.
Il eut toutefois le malheur de porter offense à la dignité d’un empereur par des remarques peu flatteuses dans l’une de ses chronographies, ce qui lui valut d'être brièvement jeté en prison d’où il ne sortit qu’après une rétractation obséquieuse.

## Œuvres
Auteur fécond d’épigrammes, genre littéraire consistant à exprimer une pensée banale se terminant toutefois sur un trait d’esprit frappant, Philès est à son siècle ce que Ptochoprodromos fut au temps des Comnènes, à tel point que l’on put les confondre. Son caractère le fait classer parmi les « poètes mendiants », se plaignant continuellement de son manque de ressources et pouvant s’abaisser à la plus basse flatterie pour obtenir l’attention des grands. Sauf une exception peu importante, toute son œuvre est en vers, en grande part des trimètres iambiques, les autres en « vers politiques » (πολιτικός στίκος, litt. « vers de la cité », sous-entendu, « vers de mauvaise réputation »).
Philès écrivit des poèmes sur un grand nombre de sujets pouvant être classés parmi diverses formes littéraires :
- Poèmes sur la faune et la flore, comme « Sur les caractéristiques des animaux » à la façon d’Aélien et d’Oppien ; description d’un éléphant et d’une autruche ; poème sur les vers à soie ;
- Panégyrique en forme de dialogue sur Jean VI Cantacuzène ;
- Épitaphioi pour les membres de la famille impériale et la noblesse ;
- Enkonomion sur Andronic III ;
- Poèmes de supplication pour obtenir un cheval, une selle, de l’orge, du vin, du gibier, etc. ;
- Récits historiques sur la campagne bulgare de 1304 et les raids catalans en Thrace ;
- Hymnes sur divers sujets ecclésiastiques comme les festivals religieux, les croyances chrétiennes, les saints et les Pères de l’Église[4] ;
- Ekphraseis sur les œuvres d’art, probablement sa plus précieuse contribution pour notre compréhension de l’iconographie byzantine, tant parce qu’il avait devant lui les œuvres qu’il décrivait que par leur valeur littéraire ;
- Épigrammes pour célébrer ces créations historiques[1].

## Œuvres publiées
- Manuelis Philae Carmina, éd. E. Miller, 2 vols., Paris, 1855-57, réimpr. Amsterdam, 1967.
- Poetae bucolici et didactici, Paris, éd. F. Dubner, F. S. Lehrs, 1862.
- Manuelis Philae Carmina inedita, Naples, éd. A. Martini, 1900.